# AED Oil
Die AED Oil Limited (AED) war ein mittelgroßes Unternehmen Australiens, das Geschäfte in der Lagerstättenerkundung und der Ausbeutung von Erdöl und Erdgas im asiatischen Pazifikraum betrieb. Die Gesellschaft, die zum Zweck der Akquise, Entwicklung und Kommerzialisierung von Erdöl- und Erdgasfeldern und deren Erkundung gegründet wurde, hatte ihren Hauptsitz in Melbourne in Australien und Niederlassungen in Daressalam, Brunei und Jakarta, Indonesien.
Das Unternehmen erklärte sich im Jahr 2011 für zahlungsunfähig.

## Firmengeschichte
Die AED Oil war seit dem 1. Mai 2005 an der Australian Securities Exchange (ASX) gelistet. Seit ihrer Gründung hat AED mehr als 2 Millionen Barrel Erdöl im Puffin-Ölfeld gefördert, das offshore etwa 700 km westlich der australischen Stadt Darwin in der Timorsee liegt. Dieses Ölfeld wurde erst im Jahre 2003 entdeckt.
AED Oil hielt Anteile an weiteren Erdöl- und Ergasfeldern wie Brunei Block L (Brunei), Rombebai (Indonesien) und South Madura (Madura). Die Gesellschaft beabsichtigte weitere Partnerschaften mit den in der Welt führenden Gesellschaften im Erdöl- und Ergassektor zu schließen. Partnerschaften bestanden mit den Unternehmen Sinopec (China), PetroleumBRUNEI und QAF Brunei (Brunei), Kulczyk Oil Ventures (Polen) und Cooper Energy (Australien).
AED Oil hielt nach Informationen seit Anfang 2010 40 % der Anteile am Brunei Block L und wollte diesen Anteil weiter ausbauen, im Rombebai-Ölfeld 100 % und in South Madura 60 %. Ein weiterer Aufkauf von Anteilen sei beabsichtigt, so AED-Chairman David Dix im November 2009.